# Robert Rosenthal (Psychologe)
Robert Rosenthal (* 2. März 1933 in Gießen; † 5. Januar 2024) war ein deutschamerikanischer Professor für Psychologie an der University of California, Riverside.

## Leben
Rosenthal verbrachte seine frühe Kindheit in Limburg an der Lahn, bevor er als Jude im Alter von sechs Jahren mit seinen Eltern aus Deutschland in die USA floh. 1956 promovierte er an der University of California, Los Angeles. Er begann seine Karriere an der University of North Dakota, wo er im Bereich der klinischen Psychologie arbeitete. Später wechselte er in die Sozialpsychologie. Viele Jahre arbeitete er an der Harvard University und übernahm dort 1992 den Vorsitz des Psychologischen Instituts. Nach seinem Rücktritt 1999 ging er zurück nach Kalifornien und arbeitete an der University of California, Riverside.
Berühmt wurde sein Experiment zur sich selbst erfüllenden Prophezeiung, das er 1965 an US-amerikanischen Grundschulen durchführte. Zunächst überzeugte er mit einem Scheintest das Kollegium davon, dass bestimmte, von ihm zufällig ausgewählte Schüler, hochintelligente „Aufblüher“ seien, die in Zukunft hervorragende Leistungen zeigen würden. Bei einer Intelligenzmessung am Schuljahresende hatten sich die meisten dieser Schüler tatsächlich im Vergleich zu ihrem am Anfang des Schuljahres erfassten Intelligenzniveau stark verbessert (45 Prozent der als „Überflieger“ oder „Aufblüher“ ausgewählten Kinder konnten ihren IQ um 20 oder mehr Punkte steigern und 20 Prozent konnten ihn gar um 30 oder mehr Punkte steigern). Dieser nach ihm benannte Rosenthal-Effekt wurde seither viele Male repliziert. Hierzu allerdings Detlef Rost (2009, S. 262): „…die behauptete Vielzahl von Studien zur Intelligenzförderung durch einfache Erwartungseffekte … existiert nicht“.
Rosenthal prägte 1979 den Begriff File Drawer Problem („Schubladenproblem“), wonach Forscher dazu tendieren, vorzugsweise Studien mit positivem Verlauf zu veröffentlichen und diejenigen mit negativem Ergebnis in der Schublade verschwinden zu lassen.  Es handelt sich um ein dem Publikationsbias verwandtes Problem. Andere Arbeiten Rosenthals beschäftigten sich mit der nonverbalen Kommunikation, besonders mit deren Einfluss auf die Erwartungen, zum Beispiel in einer Arzt-Patient- oder Arbeitgeber-Arbeitnehmer-Situation.

## Ehrungen
2002 zählte ihn die Review of General Psychology zu den 100 bedeutendsten Psychologen des 20. Jahrhunderts.
Seit 2009 war er gewähltes Mitglied der American Academy of Arts and Sciences.

## Schriften (Auswahl)
- R. Rosenthal, L. Jacobson: Pygmalion im Unterricht. Lehrererwartungen und Intelligenzentwicklung der Schüler. Beltz 1983, ISBN 3-407-18267-8.